# دامبلنغ

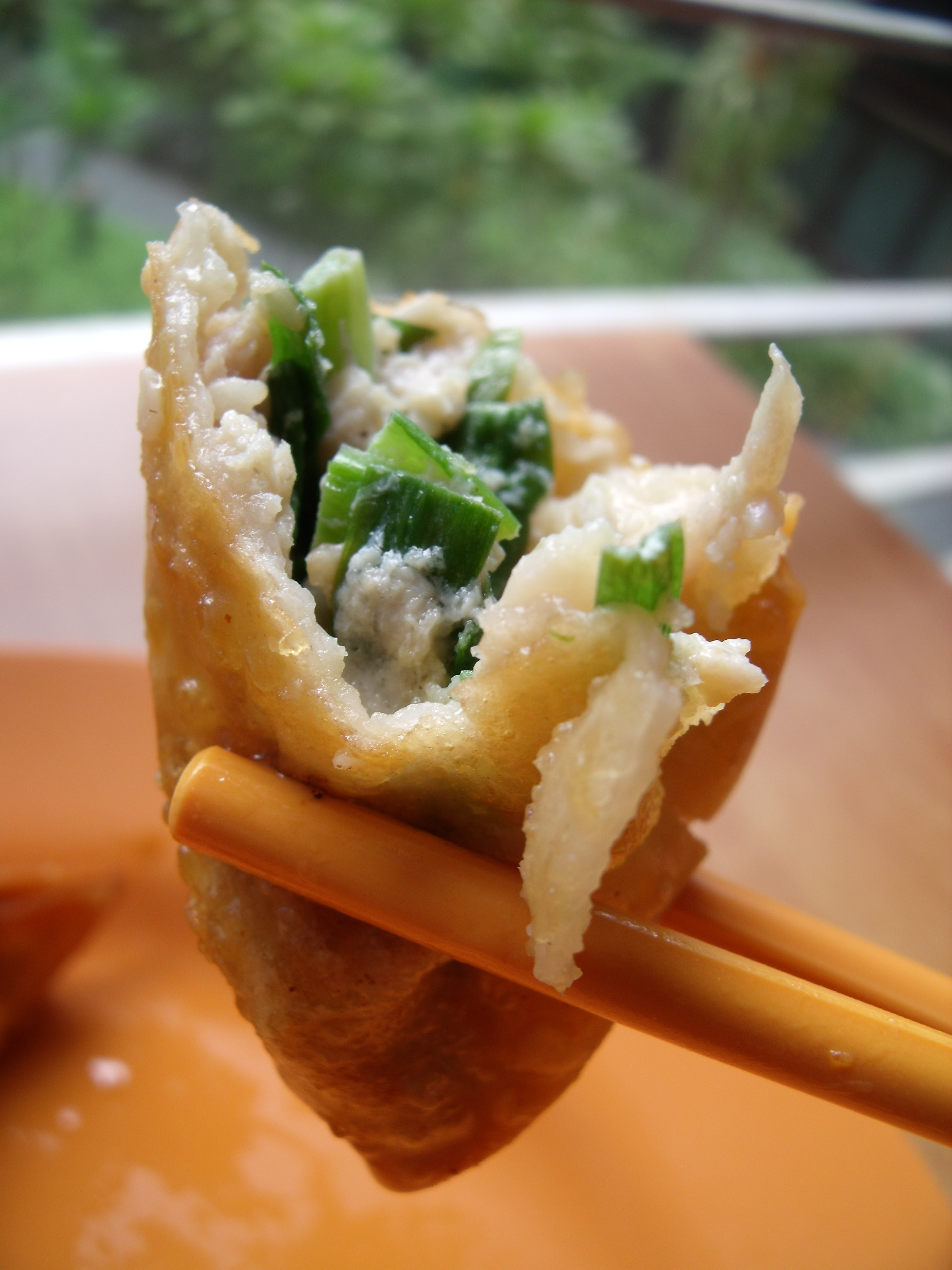
قطعة دامبلنغ

الزلابية أو الدَّمْبَلِنغ أو دامبلنغ (بالإنجليزية: Dumpling)‏ هو نوع من أطباق المعجنات الصغيرة النشوية، وهذا العجين يصنع من الخبز والطحين والبطاطا وأحياناً يضاف لها لحم السمك أو البقر أو الحلويات والخضروات، يتم طبخها بواسطة القلي أو الغلي أو التبخير، هذه الأكلة منتشرة في العديد من دول العالم وبعدة أنواع ويعتقد أن أصلها من الصين.

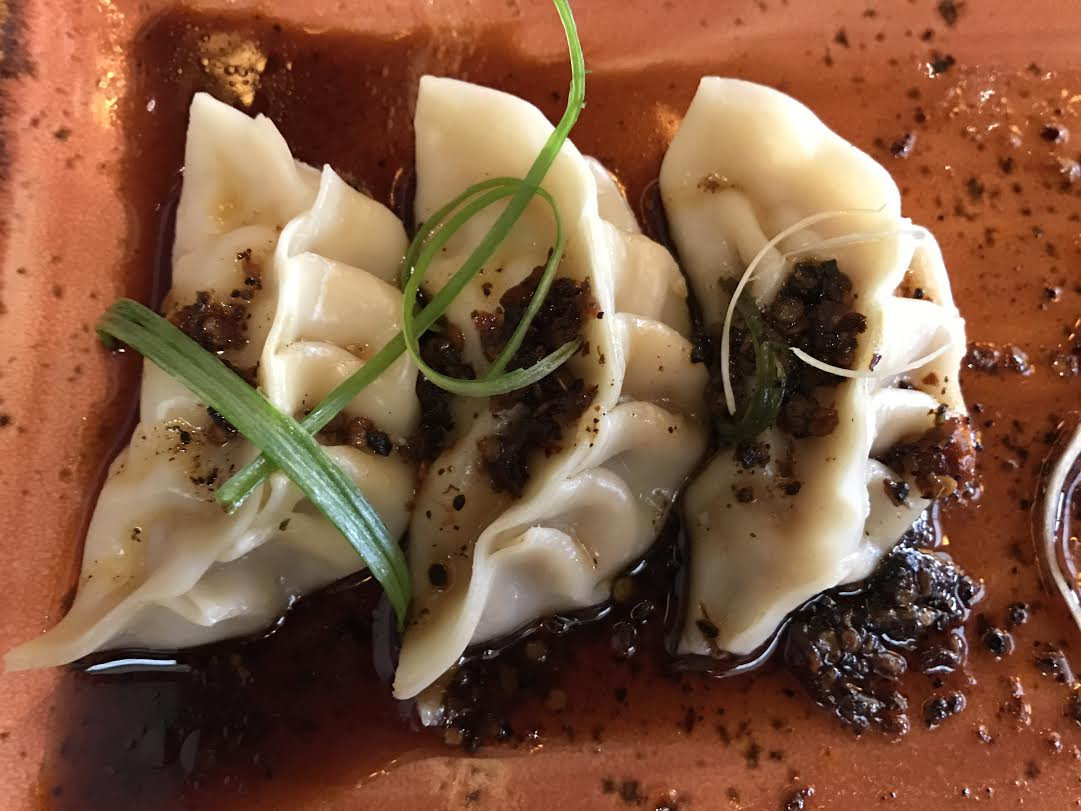
دامبلنغ صينية